# Liste der Monuments historiques in Marcheseuil
Die Liste der Monuments historiques in Marcheseuil führt die Monuments historiques in der französischen Gemeinde Marcheseuil auf.

## Liste der Objekte
| Bezeichnung                   | Beschreibung                          | Standort                       | Kennzeichnung | Schutzstatus | Datum | Bild |
| ----------------------------- | ------------------------------------- | ------------------------------ | ------------- | ------------ | ----- | ---- |
| Zwei Skulpturen von Bischöfen | Kalkstein, 16. Jahrhundert            | in der Kirche St-Marcel (Lage) | PM21001404    | Classé       | 1916  |      |
| Skulptur Heiliger Sebastian   | Holz, farbig gefasst, 15. Jahrhundert | in der Kirche St-Marcel (Lage) | PM21001406    | Classé       | 1965  |      |
| Skulptur eines Heiligen       | Holz, farbig gefasst, 15. Jahrhundert | in der Kirche St-Marcel (Lage) | PM21001407    | Classé       | 1965  |      |
| Glocke                        | Bronze, 1565 gegossen                 | in der Kirche St-Marcel (Lage) | PM21001405    | Classé       | 1943  |      |